# Charles Péguy
Charles Péguy (IPA: [ʃaʁl peɡi]; Orléans, 1873. január 7. – Villeroy, 1914. szeptember 5.) francia költő, író.

## Élete
Szegény családból származott, az École normale supérieure-ön tanult. Részt vett a szocialista mozgalomban, a Dreyfus-ügy idején együtt küzdött a szocialistákkal. Később csalódva eltávolodott a politikától, a katolicizmus felé fordult.

## Munkássága
1900-ban Cahiers de la Quinzaine című a francia közgondolkodásra ható, haláláig megjelenő folyóiratot al. Az első világháborúban esett el. Ironikus-agresszív, igazságkereső pamfleteken kívül főként ünnepélyes, gáttalanul hömpölygő költeményeket írt, amelyekkel a 20. századi modern költészet előfutára. Le mystère de la charité de Jeanne d'Arc (1910), Le porche du mystère de la deuxième vertu (1912), La tapisserie de Sainte Geneviève et de Jeanne d'Arc (1912) c. terjedelmes költeményeinek témája a szeretet, a dogmáktól mentes hit.

## További művei
- De la cité socialiste (esszé, 1897)
- Notre patrie (pamflet, 1905)
- La tapisserie de Notre Dame (költ., 1912)
- Note sur M. Bergson et la philosophie bergsonienne (tanulmány, 1914)